# Chucoa
Chucoa  es un género de plantas con flores pertenecientes a la familia de las asteráceas. Comprende 3 especies descritas y de estas, solo 2 aceptadas.

## Taxonomía
El género fue descrito por Cabrera  y publicado en Boletín de la Sociedad Argentina de Botánica 6: 40–42, f. 1–2. 1955. La especie tipo es: Chucoa ilicifolia Cabrera		

## Especies aceptadas
A continuación se brinda un listado de las especies del género Chucoa aceptadas hasta julio de 2012, ordenadas alfabéticamente. Para cada una se indica el nombre binomial seguido del autor, abreviado según las convenciones y usos.
- Chucoa ilicifolia Cabrera
- Chucoa lanceolata (H.Beltrán & Ferreyra) "G.Sancho, S.E.Freire & Katinas"